# Норд (спортивний клуб, Донецьк)
Норд — спортивний клуб настільного тенісу з Донецька. Діють чоловіча і жіноча команда.

## Спортивний комплекс
Спортивний комплекс «Норд» знаходиться в Ленінському районі Донецька біля заводу «Nord». Покриття підлоги комплексу підготовлено спеційно для займання настільним тенісом. Зал обладнаний шістьома автономними відеокамерами для спостереження за матчами.
Також до складу спортивного комплексу входять стадіон з біговими доріжками, футбольне поле, тренажерні зали й спортивний зал для ігрових видів спорту.
У цьому комплексі проходять матчі клубного чемпіонату України, кубкові зустрічі, міжнародні змагання, а також дитячі й ветеранські турніри.

## Досягнення клубу
У 2008 році команда спортивного клубу «Норд» посіла перше місце в суперлізі Клубного Чемпіонату України з настільного тенісу серед чоловічих команд сезону 2007/08 років.
Також у 2008 році донецький тенісист Коу Лей, що представляє клуб «Норд» брав участь в Літніх Олімпійських іграх у Пекіні.
У 2009 році команда спортивного клубу «Норд» посіла перше місце в суперлізі Клубного Чемпіонату України з настільного тенісу серед чоловічих команд сезону 2008/09 років.
У сезоні 2009/10 обидві команди: чоловіча та жіноча посіли перше місце в суперлізі Клубного Чемпіонату України.
У сезоні 2012/13 обидві команди: чоловіча та жіноча посіли перше місце в суперлізі Клубного Чемпіонату України

## Гравці клубу
У складі клубу виступали:
- Коу Лей[3]
- Гапонова Ганна[7]
- Геннадій Закладний[8]
- Іван Катков
- Віталій Левшин[8]
- Валерій Мірошник[8]
- Дмитро Писар[5]
- Поліна Трифонова
- Ганна Фарладанська
- Валерій Мельник[9]
- Сергій Соколовський